# Geriatrie
Klinische geriatrie is het medisch specialisme voor de kwetsbare oudere patiënt in het ziekenhuis. De naam werd het eerst in 1909 in het Engels gemunt als geriatrics door de arts Ignatz Nascher, die de naam afleidde van het Oudgriekse gēras (γῆρας), 'ouderdom' en iatrikos (ἰατρικός), 'met betrekking tot de arts'. Geriatrie (het klinische vak) dient te worden onderscheiden van de gerontologie (de wetenschap).
Het specialisme is gericht op ouderen met meerdere aandoeningen tegelijkertijd. Vaak gaat het om een combinatie van lichamelijke, psychische en sociale problemen. 
Veel voorkomende klachten waarmee patiënten een klinisch geriater bezoeken zijn:
- Mobiliteitsproblemen en vallen
- Continentieproblemen
- Polyfarmacie, ofwel het gebruiken van veel medicijnen tegelijkertijd
- Somberheid, eenzaamheid en levensfaseproblematiek
- Onverklaarde achteruitgang in het dagelijks functioneren
- Geheugenproblematiek
- Delier, ofwel acute verwardheid
- Of een combinatie van bovenstaande symptomen.

Aandoeningen die een groot deel van het onderzoeksdomein van de geriater uitmaken zijn:
- Dementie
- Ziekte van Alzheimer
- Ziekte van Parkinson
- Osteoporose

Vanwege de vele en complexe problemen werken klinisch geriaters in een multidisciplinair team dat verder kan bestaan uit psychologen, maatschappelijk werkers, fysiotherapeuten, oefentherapeuten, ergotherapeuten, tandartsen, logopedisten, diëtisten en geestelijk verzorgers. 
Sociale geriatrie was een specialisme dat zich richtte op medische zorg voor veelal thuiswonende ouderen. Sociaal geriaters waren vaak verbonden aan een instelling voor geestelijke gezondheidszorg. Sinds 25 november 2006 is de sociale geriatrie gefuseerd met de verpleeghuisgeneeskunde. De naam voor het samengevoegde specialisme is het specialisme ouderengeneeskunde.

## Opleiding in Nederland
Sinds 1983 is klinische geriatrie een zelfstandig specialisme en bestaat de Nederlandse Vereniging van Klinische Geriatrie. De opleiding tot klinisch geriater was daarvoor een specialisatie binnen de opleiding tot internist. 
Een arts is na een vervolgopleiding van vijf jaar klinisch geriater. In 2010 waren zo'n 190 geriaters werkzaam en volgen 100 artsen de opleiding. Doelstelling van de Nederlandse Vereniging van Klinische Geriatrie is dat het aantal klinisch geriaters in Nederland groeit naar 400 om in elk ziekenhuis geriatrische expertise aan te kunnen bieden.